# کارل نردلینگ
 کارل نردلینگ (انگلیسی: Carl Nordling؛ زاده ۶ فوریه ۱۹۳۱ – درگذشته ۱ آوریل ۲۰۱۶) یک فیزیک‌دان اهل سوئد بود. وی عضو آکادمی ملی علوم سوئد‌ بود و همچنین مدتی به عنوان دبیر کمیته نوبل برای فیزیک خدمت کرد.